# Římskokatolická farnost Blazice
Římskokatolická farnost Blazice je územní společenství římských katolíků s farním kostelem Povýšení svatého Kříže v děkanátu Holešov. 

## Historie farnosti
První písemná zmínka o obci pochází z roku 1358. Farní kostel byl postaven roku 1788 péčí náboženského fondu. Z duchovních, kteří ve farnosti působili, si zaslouží zmínku Jan Janáček (1810–1889), strýc Leoše Janáčka.

## Duchovní správci
Administrátorem excurrendo je od července 2017 R. D. Mgr. Josef Červenka.

## Bohoslužby
| Kostel                        | Místo   | Bohoslužba (den) | Hodina                                   | Poznámka     |
| ----------------------------- | ------- | ---------------- | ---------------------------------------- | ------------ |
| kostel Povýšení svatého Kříže | Blazice | neděle středa    | 7.30 16.30 (zimní čas)/17.30 (letní čas) | farní kostel |

## Aktivity ve farnosti
Ve farnosti se pravidelně koná tříkrálová sbírka. V roce 2017 činil její výtěžek v Blazicích 5 726 korun.